# Herbert Wimmer
Herbert „Hacki“ Wimmer (Eupen, 9 november 1944) is een voormalig Duits profvoetballer die zijn gehele carrière bij Borussia Mönchengladbach speelde. Daarnaast was hij actief op het EK voetbal 1972 en WK voetbal 1974.

## Clubcarrière
Herbert Wimmer werd geboren in het Belgische Eupen maar groeide op in Brand, in de buurt van Aken. Daar begon hij met voetballen bij de amateurclub Borussia Brand. Hennes Weisweiler, de trainer van Borussia Mönchengladbach, merkte hem op en bood hem in 1966 een contract aan. Wimmer veroverde al snel een basisplaats en vanaf dat moment ging het alsmaar bergop met zijn carrière. Hij begon als rechtsbuiten te spelen en kreeg daarmee de bijnaam "Hacki" omdat hij berucht stond om zijn plotselinge wendingen met de bal ("Haken schlagen"). Na enkele jaren bleek het dat zijn kwaliteiten toch beter tot hun recht kwamen op het middenveld. Op zijn nieuwe positie vormde hij een duo met de onbetwiste spelmaker van die Fohlen Günter Netzer. Vanaf het begin van de jaren zeventig werden ze een succesvol koppel met Netzer als de leider en technicus en Wimmer als loper en waterdrager. Wimmer stond bekend om zijn grote loopvermogen en werd daarom wel gekscherend de ijzeren long genoemd.
Bij Borussia Mönchengladbach won hij vele prijzen en maakte hij de gloriejaren van de club mee die wel Mythos Borussia worden genoemd. Mönchengladbach kende in die periode een erg sterk elftal met onder anderen Berti Vogts, Rainer Bonhof, Günter Netzer, Allan Simonsen, Jupp Heynckes en Henning Jensen. Wimmer was aanwezig bij alle vijf de landskampioenschappen van de club en won in 1975 ook nog de UEFA Cup ten koste van FC Twente. Daarnaast werd er in 1973 een DFB-Pokal aan zijn palmares toegevoegd. Toch heeft hij altijd in de schaduw van de briljante Netzer gestaan. Zelf vond hij dit echter niet erg, hij hield niet van alle media-aandacht. Bovendien konden ze beide genieten van het succes dat de club kende en waren ze buiten het veld twee goede vrienden van elkaar. Na het vertrek van Netzer naar Real Madrid kon Wimmer bewijzen dat het wel degelijk een goede voetballer was en niet alleen maar in dienst had gestaan van de vedette. Ook zonder hem speelde hij succesvol en verklaarde hij:"zonder hem ben ik vaker landskampioen geworden dan met hem". Uiteindelijk groeide hij uit tot een van de beste en meest toegewijde spelers die de Fohlen ooit hebben gehad.
Wimmer was een realistische voetballer, hij tekende nooit een twee- of vierjarig contract maar verlengde telkens voor één jaar. Dat vond hij beter voor zichzelf en de club. Na 12 jaar kwam er echter een einde aan zijn voetbalcarrière. In 1978 keerde hij terug naar zijn oude club Borussia Brand waar hij uiteindelijk door heupproblemen gedwongen moest stoppen.

## Interlandcarrière
In 1968 maakte Wimmer zijn debuut voor het nationale elftal maar werd de jaren daarna niet meer opgeroepen totdat bondscoach Helmut Schön in 1971 besloot hem weer bij de selectie te halen. Hij was een van de spelers, die zelfs na een sterk optreden, geen garantie hadden op een basisplaats bij het Duitse elftal. Toch was hij aanwezig bij drie grote eindtoernooien, waarvan hij het behalen van het Europese Kampioenschap in 1972 als hoogtepunt beschouwd. In 1974 werd hij ook nog wereldkampioen maar zo voelde hij zich niet: "als je er in de finale niet bij bent, dan beschouw je jezelf niet als wereldkampioen". Hij was opgenomen in de selectie voor het WK voetbal 1974 maar kwam slechts tweemaal in actie, allereerst in de groepswedstrijd tegen Australië (3:0) waar hij in 68e minuut werd ingebracht voor Cullman. In de tweede groepsronde was hij basisspeler tegen Joegoslavië (2:0) maar viel hij in de 66e minuut uit met een achillespeesblessure.
Twee jaar eerder had hij op het EK voetbal 1972 een grotere rol van betekenis gespeeld bij het behalen van de titel. In de finale tegen de Sovjet-Unie maakte hij het tweede doelpunt waardoor West-Duitsland er met de titel van doorging. Deze prijs is voor hem belangrijker omdat hij tijdens het toernooi basisspeler was. Toch was het winnen van de finale niet het hoogtepunt van het toernooi: "het was uiteraard een mooie prestatie maar de overwinning op Engeland in de kwartfinale is onvergetelijk. Als underdog vertrokken we naar het Wembley, net zoals ieder elftal in die periode. De Engelsen golden in eigen huis als onverslaanbaar, al tijden had geen enkel team daar gewonnen. Toen de wedstrijd echter begon, merkten we dat we mee konden komen met het spel. Het liep zelfs veel beter dan we hadden gedacht, we wonnen met 3:1. Het was gewoon ongelooflijk. Na afloop wisselde ik mijn shirt met die van Alan Ball, deze heb ik uiteraard nog steeds."
Dat hij bij het toernooi aanwezig was, dankt hij naar eigen zeggen aan Günter Netzer. Door hem heeft hij een carrière meegemaakt die hij van tevoren nooit had kunnen bedenken. Destijds bestond het nationale voetbalelftal praktisch uit spelers van slechts twee clubs, uiteraard die van Bayern München maar ook zes van Borussia Mönchengladbach. Iets wat tegenwoordig bijna ondenkbaar zou zijn.

## Voetballoopbaan
| Seizoen   | Club                     | Land      | Competitie | Wed. | Goals |
| --------- | ------------------------ | --------- | ---------- | ---- | ----- |
| 1966/1967 | Borussia Mönchengladbach | Duitsland | Bundesliga | 34   | 3     |
| 1967/1968 | Borussia Mönchengladbach | Duitsland | Bundesliga | 33   | 9     |
| 1968/1969 | Borussia Mönchengladbach | Duitsland | Bundesliga | 34   | 7     |
| 1969/1970 | Borussia Mönchengladbach | Duitsland | Bundesliga | 30   | 6     |
| 1970/1971 | Borussia Mönchengladbach | Duitsland | Bundesliga | 26   | 3     |
| 1971/1972 | Borussia Mönchengladbach | Duitsland | Bundesliga | 29   | 7     |
| 1972/1973 | Borussia Mönchengladbach | Duitsland | Bundesliga | 28   | 5     |
| 1973/1974 | Borussia Mönchengladbach | Duitsland | Bundesliga | 28   | 2     |
| 1974/1975 | Borussia Mönchengladbach | Duitsland | Bundesliga | 29   | 1     |
| 1975/1976 | Borussia Mönchengladbach | Duitsland | Bundesliga | 32   | 3     |
| 1976/1977 | Borussia Mönchengladbach | Duitsland | Bundesliga | 31   | 2     |
| 1977/1978 | Borussia Mönchengladbach | Duitsland | Bundesliga | 30   | 3     |
|           |                          |           | Totaal     | 366  | 51    |

## Nevencarrière
Na zijn voetbalcarrière nam hij in 1982 de tabaksgroothandel van zijn vader over. In 2000 moest hij deze zaak echter verkopen vanwege gezondheidsredenen. Tegenwoordig bezit hij als tijdverdrijf een Lotto/Toto-winkel in Aken.

## Privéleven
Sinds 1973 is Herbert getrouwd met Renate, met haar heeft hij twee kinderen. Grote woorden of lange verhalen zijn niet zijn ding, de allure die rond het voetbal hing was niets voor hem, dat liet hij liever aan anderen over. Daarom vond hij het ook niet erg om in de schaduw te staan van Günter Netzer, hij vond het prima dat deze alle aandacht kreeg. Zelf stond hij niet graag in de belangstelling, hij vond het vervelend wanneer iedereen hem nakeek.
Overigens heeft hij zijn vroegere enthousiasme op het veld duur moeten betalen. Dertig jaar na zijn afscheid van het voetbal, heeft hij nog steeds last van zijn heupen. Artsen waren verbaasd dat hij überhaupt zo lang had kunnen volhouden tijdens zijn carrière. Ondertussen heeft hij in de laatste paar jaren al drie operaties ondergaan, telkens drukte zijn rechterheup weer op een zenuwkanaal. Lopen is voor hem moeilijk, hij is genoodzaakt wanneer hij beweegt een beetje te hinkelen. De laatste operatie in december 2008 moest een einde brengen aan zijn lijdensweg.

## Erelijst
Met Borussia Mönchengladbach:
- Bundesliga: 1970, 1971, 1975, 1976, 1977
- DFB-Pokal: 1973
- UEFA Cup: 1975

Met West-Duitsland:
- Europees kampioen: 1972
- Wereldkampioen: 1974
- EK Team van het Toernooi: 1972

1 Maier ·
2 Höttges ·
3 Breitner ·
4 Schwarzenbeck ·
5 Beckenbauer  ·
6 Wimmer ·
7 Grabowski ·
8 Hoeneß ·
9 Heynckes ·
10 Netzer ·
11 E. Kremers ·
13 Müller ·
14 Vogts ·
15 Bonhof ·
16 Bella ·
17 Löhr ·
18 Köppel ·
22 Kleff ·
Coach: Schön
1 Maier ·
2 Vogts ·
3 Breitner ·
4 Schwarzenbeck ·
5 Beckenbauer  ·
6 Höttges ·
7 Wimmer ·
8 Cullman ·
9 Grabowski ·
10 Netzer ·
11 Heynckes ·
12 Overath ·
13 Müller ·
14 Hoeneß ·
15 Flohe ·
16 Bonhof ·
17 Hölzenbein ·
18 Herzog ·
19 Kapellmann ·
20 Kremers ·
21 Nigbur ·
22 Kleff ·
Coach: Schön